# Burg Salm (Ardennen)
Die Burg Salm (französisch Château des comtes de Salm) ist eine mittelalterliche Höhenburg bei Salmchâteau und Vielsalm in den Ardennen (heute Bezirk Bastogne, Provinz Luxemburg, Wallonische Region, Belgien). Außer Ruinenresten der Hauptburg ist von ihr heute nur noch ein Torhaus erhalten. Der Ort gilt als Stammsitz des Adelsgeschlechts Salm und bildete den Mittelpunkt der Grafschaft Salm (Niedersalm).

## Geschichte
Nach dem Historiker und Genealogen Anton Fahne wurde die Burg von Heinrich III. von Salm um das Jahr 1204 erbaut, vermutlich auf Resten eines Vorgängerbaus aus dem 9. Jahrhundert. Im Jahr 1163 gelangte der Besitz durch Erbteilung Heinrichs I. von Salm, des Sohns Hermanns II. von Salm, an dessen Schwiegersohn Friedrich II. von Vianden aus dem Geschlecht der Spanheimer. Dessen Erbfolger nannten sich ebenfalls Grafen von Salm (Niedersalm, Altsalm). Heinrich III. von Salm huldigte am 15. Mai 1240 dem Grafen Heinrich V. von Luxemburg und erklärte, Burg und Grafschaft Salm nur als luxemburgisches Lehen zu besitzen. Nach dem Tod Heinrichs VII. von Niedersalm kam das Lehen an das Haus Reifferscheid, dessen örtlicher Zweig sich ab 1460 Salm-Reifferscheidt nennt. Unter diesem Geschlecht nahm die Bedeutung der Burg ab, ehe sie im 16. Jahrhundert verfiel.